# 波爾斯特山

47°31′55″N 14°57′38″E / 47.53194°N 14.96056°E

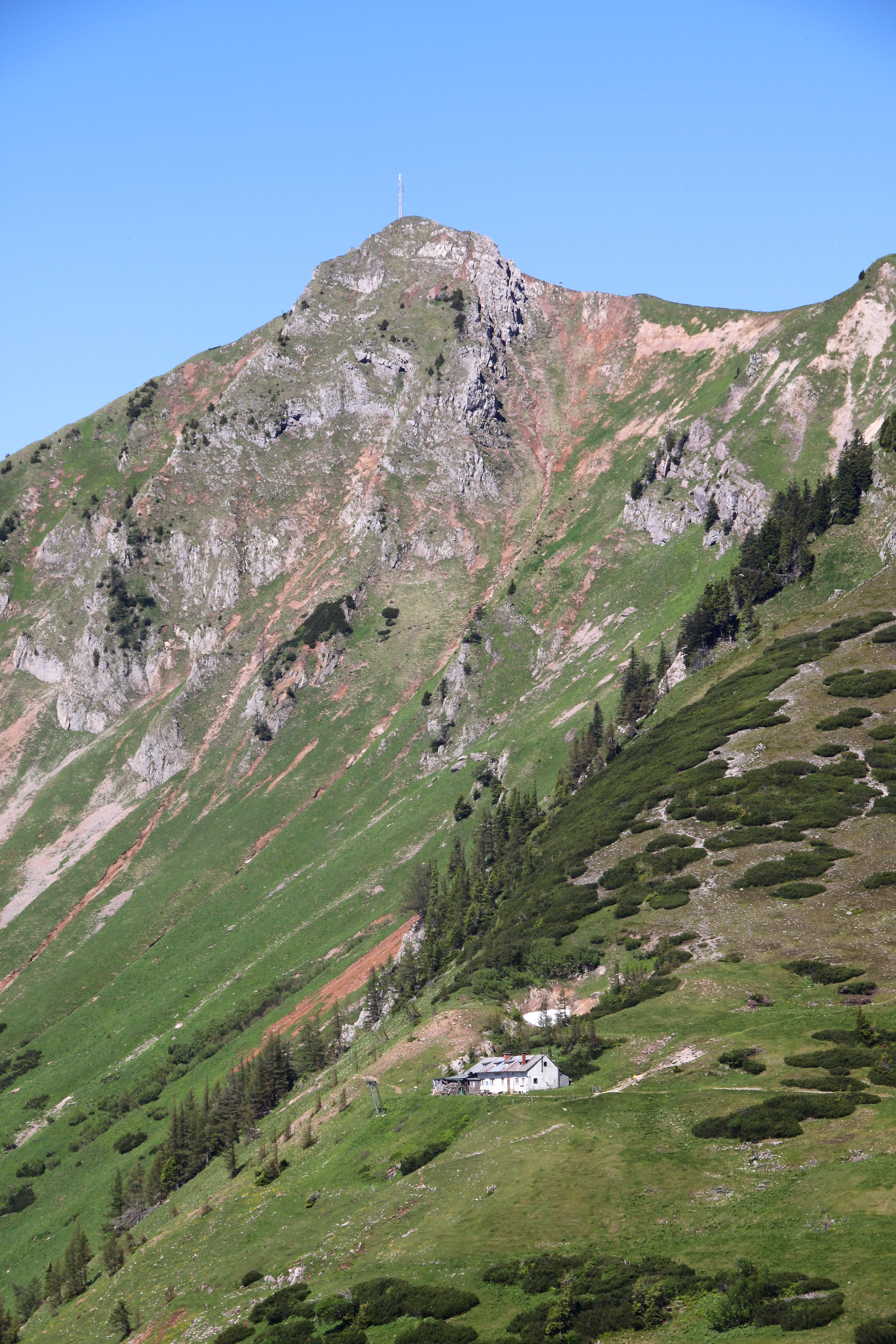

波爾斯特山（德語：Polster），是奧地利的山峰，位於該國東南部，由施泰爾馬克州負責管轄，屬於上施瓦布山脈的一部分，距離格里斯毛爾山1.5公里，海拔高度1,910米，每年平均降雨量1,671毫米。